# Puebla de Sanabria (kommunhuvudort)
Puebla de Sanabria (galiciska: Pobra de Seabra) är en kommunhuvudort i Spanien.   Den ligger i provinsen Provincia de Zamora och regionen Kastilien och Leon, i den nordvästra delen av landet, 300 km nordväst om huvudstaden Madrid. Puebla de Sanabria ligger 933 meter över havet och antalet invånare är 1 615.
Terrängen runt Puebla de Sanabria är huvudsakligen kuperad, men den allra närmaste omgivningen är platt. Runt Puebla de Sanabria är det glesbefolkat, med 9 invånare per kvadratkilometer. Puebla de Sanabria är det största samhället i trakten. Omgivningarna runt Puebla de Sanabria är en mosaik av jordbruksmark och naturlig växtlighet.